# Елкхарт (Илиноис)
Елкхарт (енгл. Elkhart) град је у америчкој савезној држави Илиноис.

## Демографија
По попису из 2010. године број становника је 405, што је 38 (-8,6%) становника мање него 2000. године.
| Група             | 2000.       | 2010.       |
| Белци             | 440 (99,3%) | 387 (95,6%) |
| Афроамериканци    | 2 (0,5%)    | 0 (0,0%)    |
| Азијати           | 1 (0,2%)    | 2 (0,5%)    |
| Хиспаноамериканци | 0 (0,0%)    | 13 (3,2%)   |
| Укупно            | 443         | 405         |